# Houillères de Cublac

Localisation du gisement sur la carte des bassins houillers français.

Les houillères de Cublac sont des mines de charbon exploitées sur le territoire de Cublac, dans le département français de la Corrèze en région Nouvelle-Aquitaine, entre 1781 et 1914 par plusieurs compagnies. Le charbon est découvert le 20 février 1766 grâce à l'initiative de l'intendant de la généralité de Limoges, Anne Robert Jacques Turgot.
La production est faible, généralement comprise entre 1 000 et 3 500 tonnes par an pour un total cumulé de 100 000 tonnes. Après plusieurs tentatives infructueuses dans les années 1780, en 1817 puis en 1819, une première véritable période d'exploitation a lieu entre 1830 et 1845 par deux compagnies différentes. Entre 1848 et 1885, le charbon de Cublac est consommé par la verrerie du Lardin ce qui assure des débouchés financiers et une période de relative stabilité. La fermeture de la verrerie entraîne une période plus instable avec plusieurs tentatives de relances jusqu’en 1900, année marquant le début de la dernière période productive qui s’achève au commencement de la Première Guerre mondiale.
Au début du XXIe siècle, des vestiges miniers de l'exploitation (emplacements de puits, ruines, outils et corons) sont mis en valeur par des sentiers de découvertes agrémentés de panneaux explicatifs dont cinq sont installés sous la halle publique du village.

## Localisation

Localisation de Cublac dans le département de la Corrèze.

Le gisement se situe sur le territoire de la commune française de Cublac en Corrèze et région Nouvelle-Aquitaine.

## Géologie
Au Carbonifère, la région de Cublac est traversée par plusieurs cours d'eau qui forment des deltas où des végétaux se sont fait recouvrir par des sédiments. Plusieurs couches de charbon s'intercalent alors entre les micaschistes, grès triasique et du calcaire du Jurassique. Le gisement est entrecoupé par des failles post-permienne.

Coupe du bassin houiller de Cublac.

## Histoire
- Fournier et Cie
- MM. Lavech, Missery et Cie
- Festugière et Cie
- Marcet, Richard et Cie (verrerie du Lardin)
- Renard Cie (verrerie du Lardin)
- Frères Delas (verrerie du Lardin)
- Société Anonyme des charbonnages de Cublac
- Autres tentatives éphémères

### Découverte

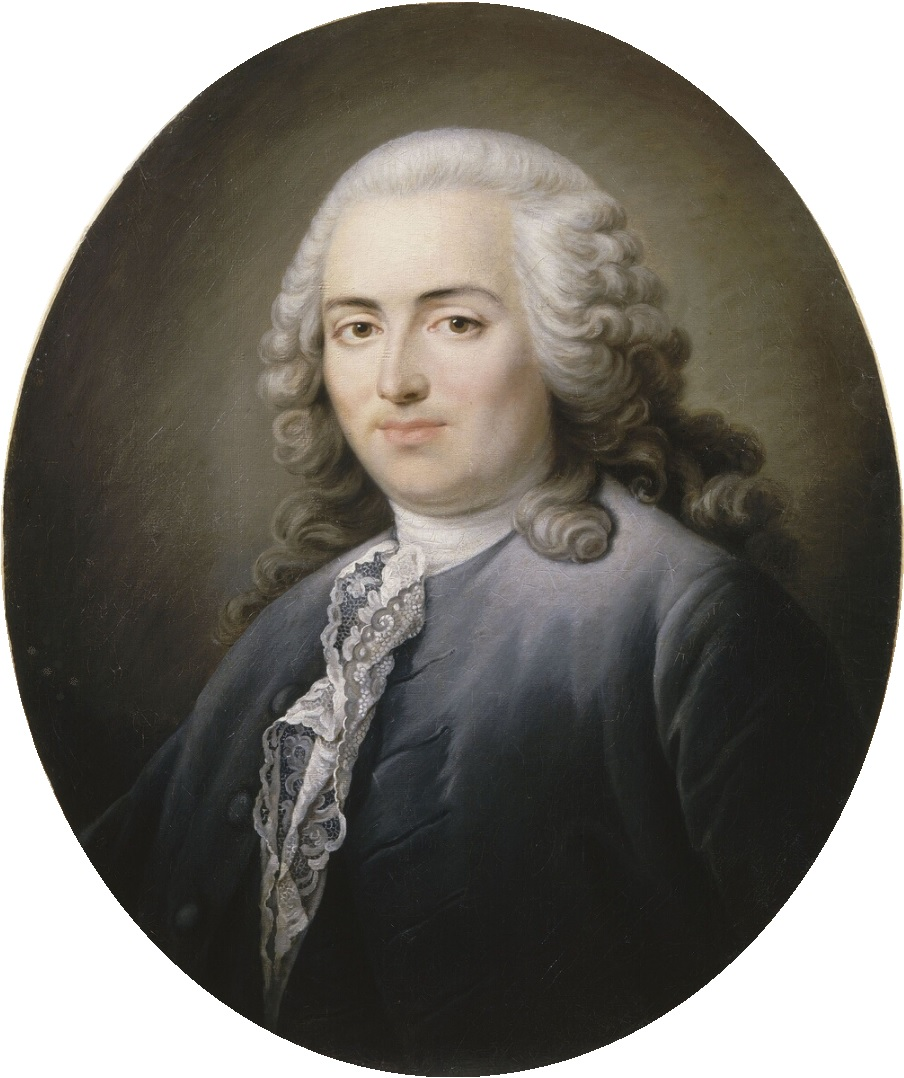
Anne Robert Jacques Turgot.

Une association de chercheurs amateurs de science est réunie à l'initiative de l'intendant de la généralité de Limoges, Anne Robert Jacques Turgot. Elle est officiellement créée le 12 mai 1761 et a pour but de développer les transports, l'industrie, et l’agriculture tout en prospectant les ressources contenues dans le sous-sol de la province.
En mars 1765, des bergers ayant allumé un feu découvrent un affleurement de charbon à Saint-Pantaléon-de-Larche, au mois de juin suivant, un autre filon est découvert à La Cabane (Cublac) puis un autre à La Charlerie de Cublac. Le gisement intéresse alors des industriels bordelais. Le 20 février 1766, l’intendant Turgot signale la découverte du gisement du Cublac au ministre Henri Bertin.
Des ingénieurs des mines sont envoyés sur place, mais les habitants qui craignent que la découverte de cette ressource n'augmentent leurs impôts dissimulent la houille. Une récompense de 15 livres est alors proposée à toute personne qui révélerait l’emplacement des affleurements.

### Succession des compagnies
Un groupement de personnalités locales constitue une première société dite « Bosredon et Cie » en 1778 et demande une concession provisoire en espérant obtenir le privilège d’être les seuls exploitants du charbon de Cublac mais c'est un échec. Les droits d’exploitation sont acquis en 1781 par l’abbé de Lubersac qui est un important propriétaire terrien du Limousin. L'année suivante, il s'entoure d'autres personnalités notamment des abbés et des curés pour créer la société « Fournier et Cie ». Cette compagnie obtient la concession le 19 novembre 1782 pour une période de trente ans. En contrepartie la compagnie s’engage à rendre la Vézère navigable. Ces engagements ne seront pas tenus puisque la compagnie est mise en liquidation en 1785.
Peu avant 1817, Jean-Baptiste Constant Meunier reprend les travaux de la compagnie de Bosredon sur les coteaux de Loubignac. Le 23 octobre 1819, trois hommes d'affaires parisiens rachètent pour 4 000 francs les droits d'exploitation de la concession d'une superficie de 3 ha et 64 a mais cette association est éphémère.
En 1828, les houillères de Cublac font l'objet de deux demandes de concession : la première en avril par MM. Lavech, Missery et Cie, la seconde par la société Festugière et Cie le 21 octobre. C'est la première compagnie qui obtient la concession par ordonnance royale du 16 juin 1830. Le puits Vieux est approfondi et le fonçage du puits Malivert commence. L'exploitation est abonnée en 1834 et c'est finalement MM. Festugière et De Marcillac qui rachètent l'exploitation. Jean Festugière est un maître de forges qui possède déjà les mines de charbon du Lardin qui alimentent ses fonderies des Eyzies.

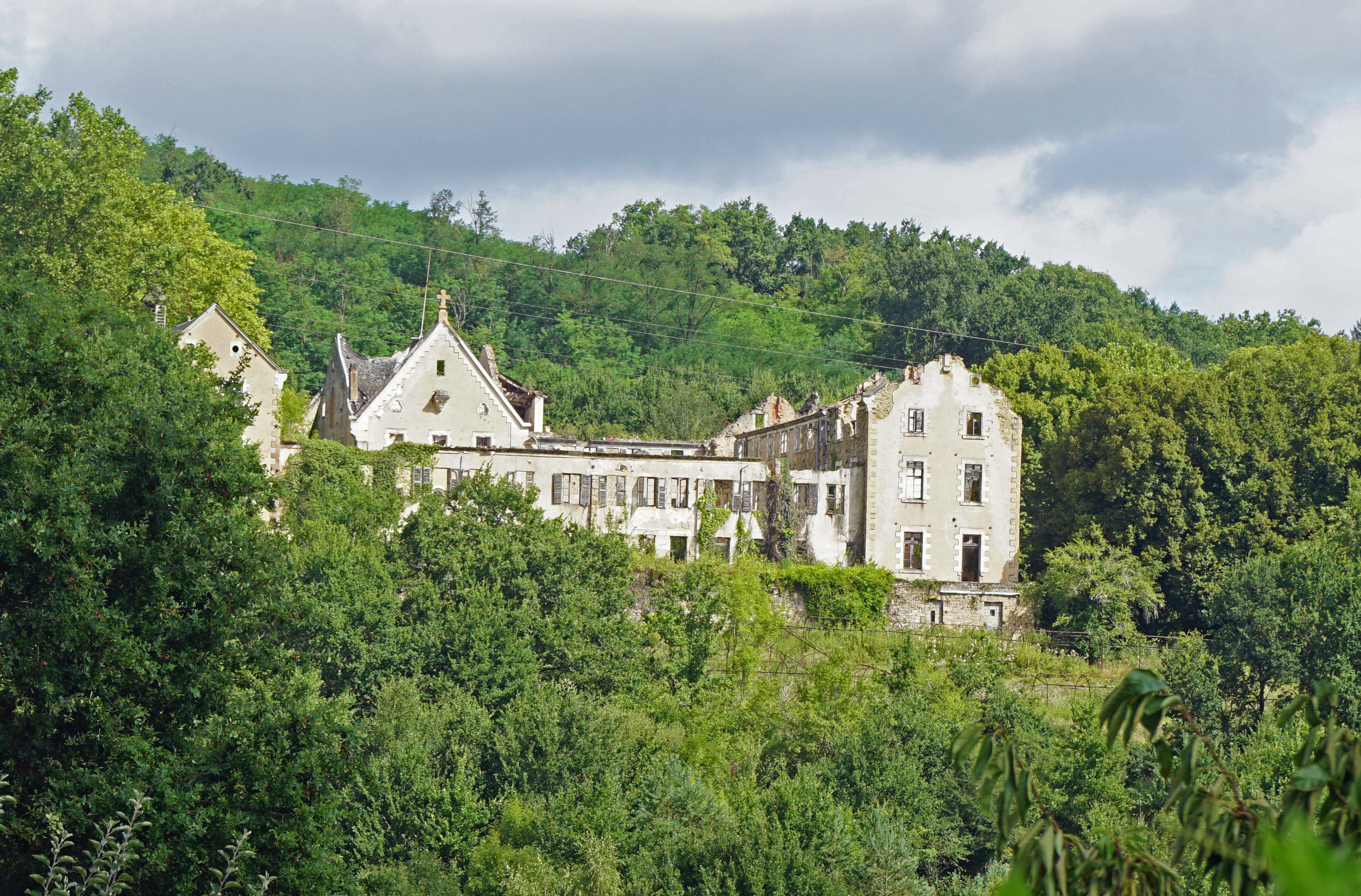
Le domaine de La cabane en ruine en 2018.

Le 18 juin 1836, le principal puits en exploitation arrive à épuisement. Le 4 août suivant, un puits est creusé mais arrêté à 38 mètres de profondeur en raison d’infiltrations d'eau. La même année, la compagnie achète le domaine de La Cabane situé au cœur du bassin minier pour 32 225 francs. Elle y établit les logements du directeur, de l’ingénieur et du comptable.
En février 1837, la compagnie émet une demande d'extension de concession de 791 ha sur les communes de Cublac et Brignac-la-Plaine, celle-ci est accordée le 11 janvier 1839. Au cours de cette période, les puits Vieux et Malivert sont remis en état tandis que quatre nouveaux puits sont foncés : les puits Marcillac, Espérance, Festugière et Bosredon. Le puits Espérance est interrompu à 137 mètres de profondeur en raison infiltrations d'eau. Le puits Marcillac rencontre une couche de charbon de 50 cm à 124 mètres de la surface, il est exploité jusqu’en 1843. Le puits Festugière exploite une couche de charbon à 91 mètres de profondeur, mais il est approfondi jusqu’à 150 mètres sans rencontrer d'autres couches. Le puits Bosredon, profond de 136 mètres, est particulièrement exploité en 1844. L’ingénieur en chef des mines conclu que le bassin houiller de Cublac ne comporte qu'une seule couche de charbon exploitable d'une cinquantaine de centimètres et que les travaux de prospection et d'exploitations doivent être concentrés sur cette dernière. Malgré ces recommandations, le puits Marcillac est approfondi jusqu’à 265 mètres. Après ces travaux inutiles, les mines ferment en 1845 et la compagnie est liquidée.

### Exploitation pour la verrerie du Lardin

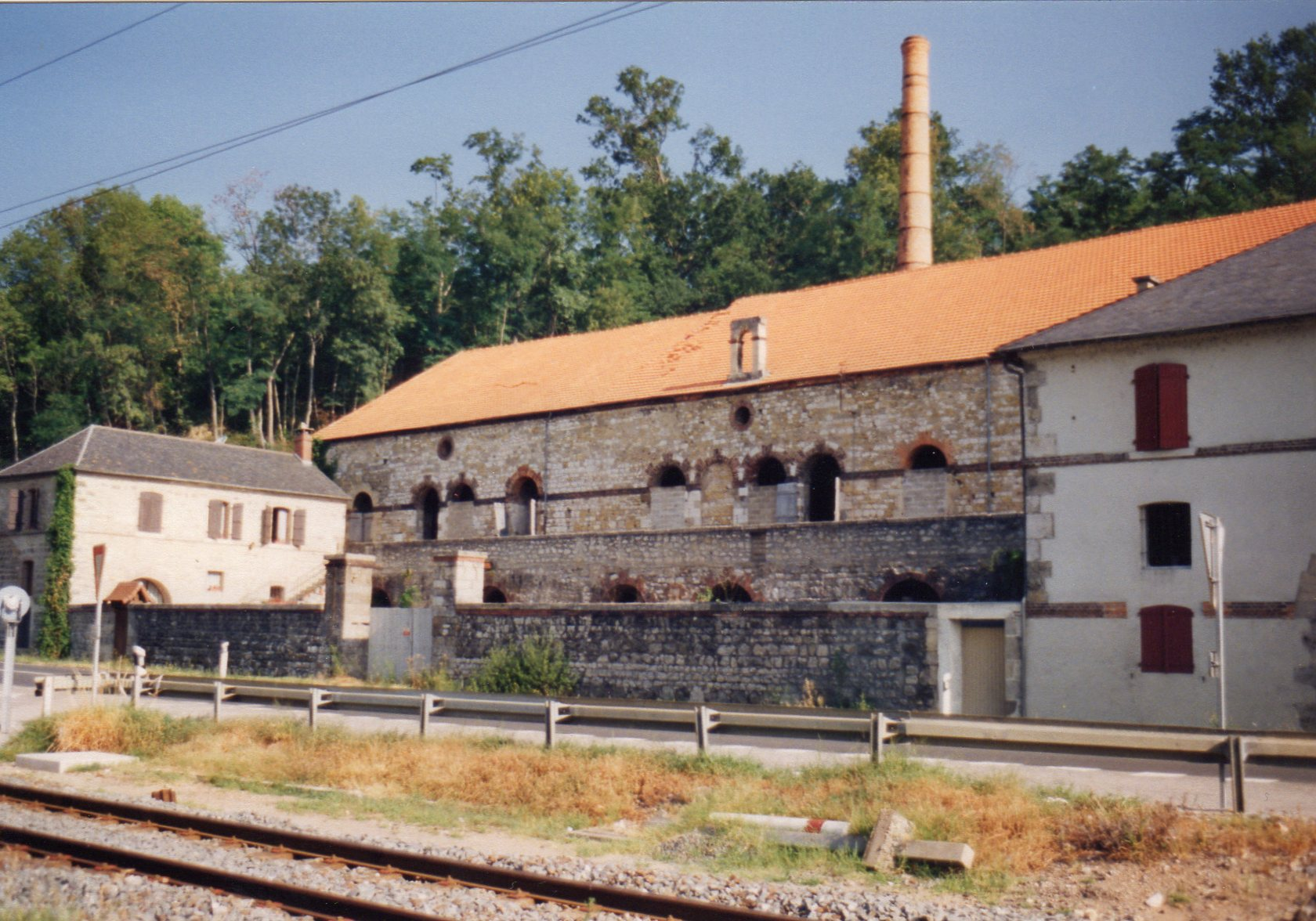
La verrerie du Lardin, principale consommatrice du charbon de Cublac.

La concession est rachetée par MM. Richard et Marcet, propriétaires de la verrerie du Lardin à Saint-Lazare en Dordogne. Les travaux sont relancés en 1848 par la société Marcet, Richard et Cie pour alimenter la verrerie du Lardin. L'exploitation se concentre alors sur les puits Festugière et de la Cabane. Les travaux miniers connaissent des interruptions au cours de l'été 1850 en raison d'un aérage insuffisant. En 1851, l’ingénieur Renard rend les houillères de Cublac et la verrerie du Lardin qu'il regroupe sous la responsabilité d'une seule entreprise, la société Renard et Cie. Entre 1851 et 1860, les puits existant (puits Festugière, de la Cabane, de la Valade, Neuf et Renard) sont équipés de machines à vapeur, ce qui augmente la production. En 1864, Pierre-François Renard vend la concession aux frères Delas, il conserve toutefois la propriété des terrains et des puits.
Dans la seconde moitié des années 1860, la production déjà faible diminue passant de 3 400 tonnes en 1866 à 2 150 tonnes en 1868, la production est insuffisante et la qualité du charbon est mauvaise. le travail, pour les ouvriers est pénible, si bien que plusieurs mineurs partent pour les mines de la Creuse (houillères d'Ahun-Lavaveix et de Bosmoreau-les-Mines). En 1874, la production tombe à 1 448 tonnes produites avec un effectif de 29 mineurs. Le puits Sainte-Barbe est foré jusqu’à 197 mètres sans rencontrer de charbon. Un travers-banc de 147 mètres est creusé pour faciliter l'aérage du puits Neuf qui est le seul puits productif en 1879 avec sa machine d'extraction à vapeur horizontale.
La mort de Pierre-François Renard, le 10 janvier 1878, permet aux frères Delas de racheter les puits. Le puits Neuf arrive à épuisement en 1883. La compagnie demande une extension de la concession vers le sud. La fermeture de la verrerie du Lardin en 1885 prive les mines de Cublac de leur unique débouché ce qui stoppe la production et oblige la recherche de clients. Le 22 novembre 1885, Jean-Théodore Delas meurt et son frère Paul-Bernard hérite de ses parts dans la société.
Faute de rentabilité, les mines sont saisies par la justice et mises en vente le 3 novembre 1886 avec une clause obligeant l'exploitant des mines à fournir au propriétaire de la verrerie le charbon dont il besoin et inversement, au propriétaire de la verrerie d'acheter son charbon à l'exploitant de Cublac. La concession est acquise en 1887 par la société Loqueyssie et Delas qui compte comme actionnaire le fils de Paul-Bernard Delas. La production reste insuffisante et les pertes financières s'accumulent si bien que les mines sont de nouveau saisies par la justice le 5 juin 1889 et remises en vente avec une mise à prix de 5 000 francs. Les saisies et rachats se poursuivent jusqu’en 1900.
Le 13 octobre 1900, Albert Renard, industriel versaillais créé la Société Anonyme des charbonnages de Cublac avec des actionnaires belges et parisiens. Le siège social de la compagnie est à Bruxelles. Le conseil d'administration présente une rentabilité record avant de s'apercevoir de leurs erreurs. La compagnie est dissoute et l'extraction cesse définitivement en 1914, avec le début de la Première Guerre mondiale.

Puits des années 1900.
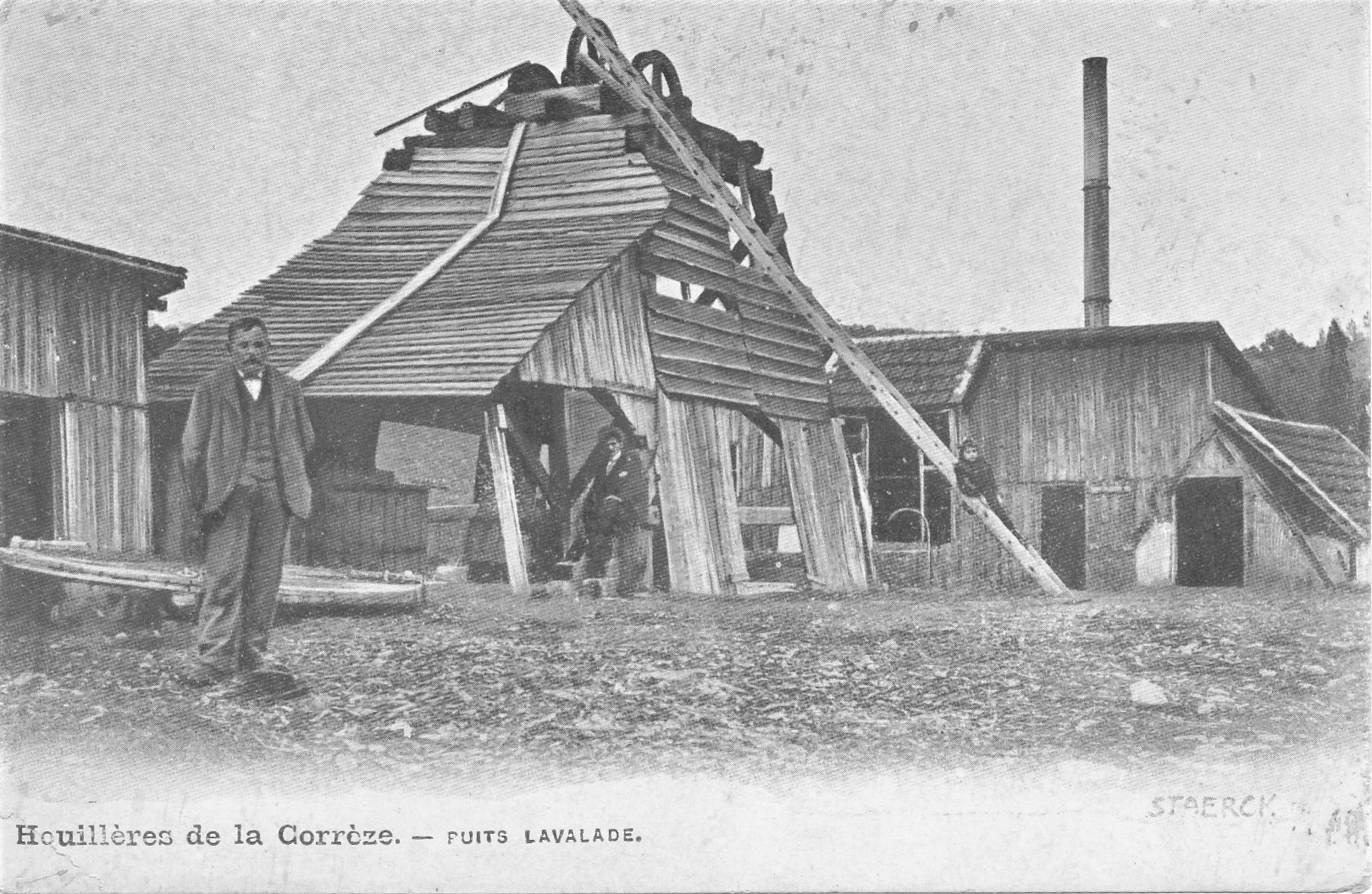
Le puits de la Valade.
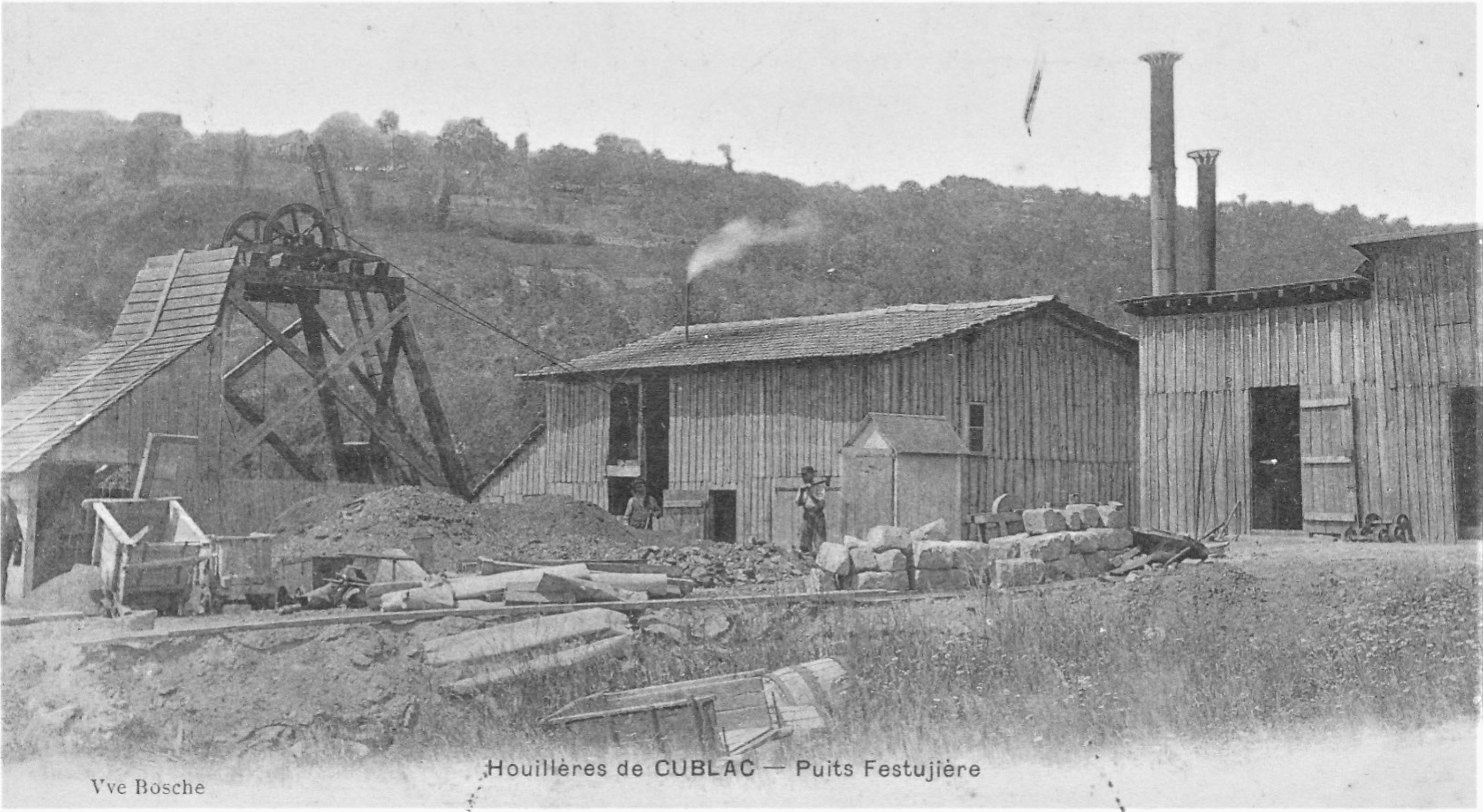
Le puits Festugière en fin de construction.
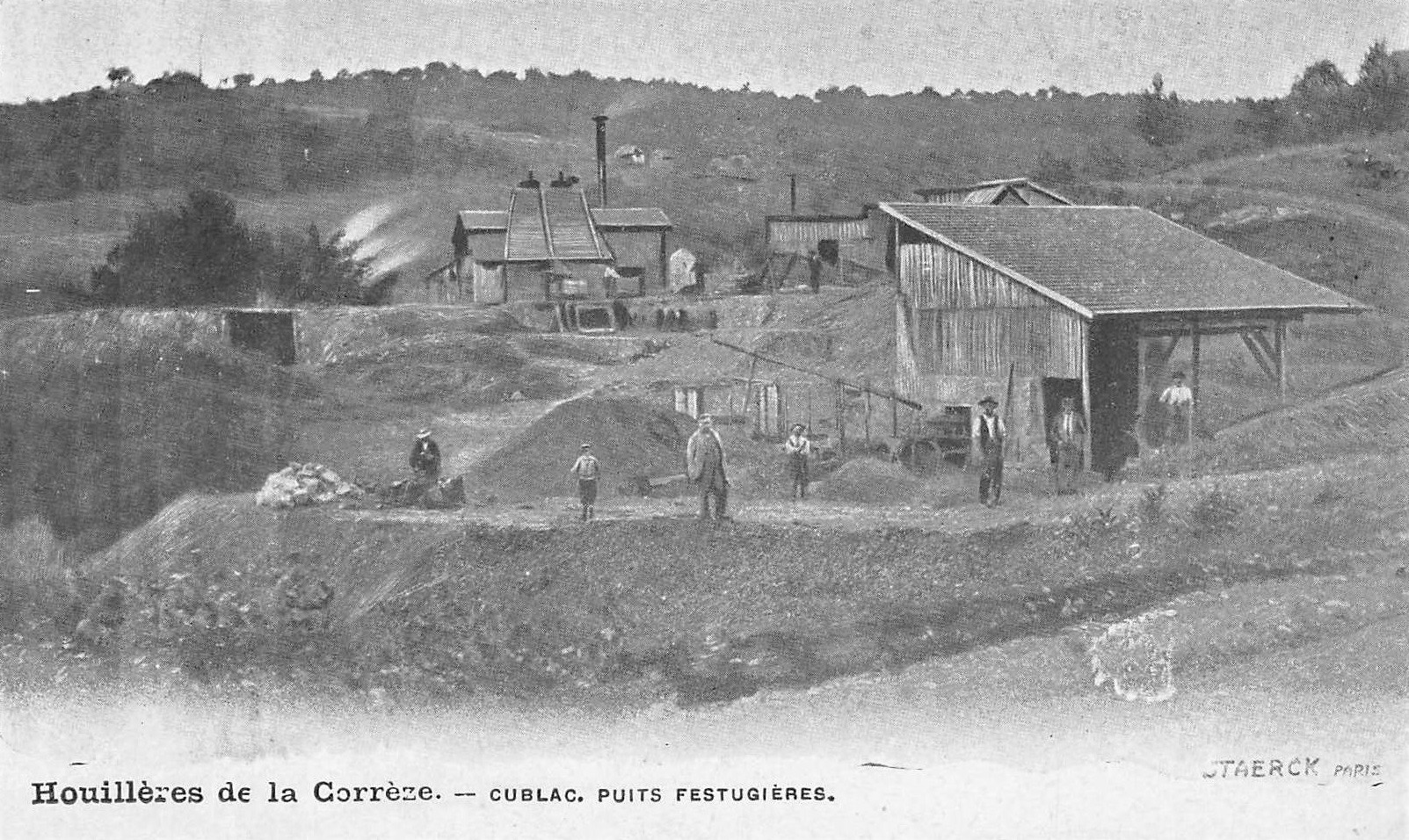
Vue générale du puits Festugière.
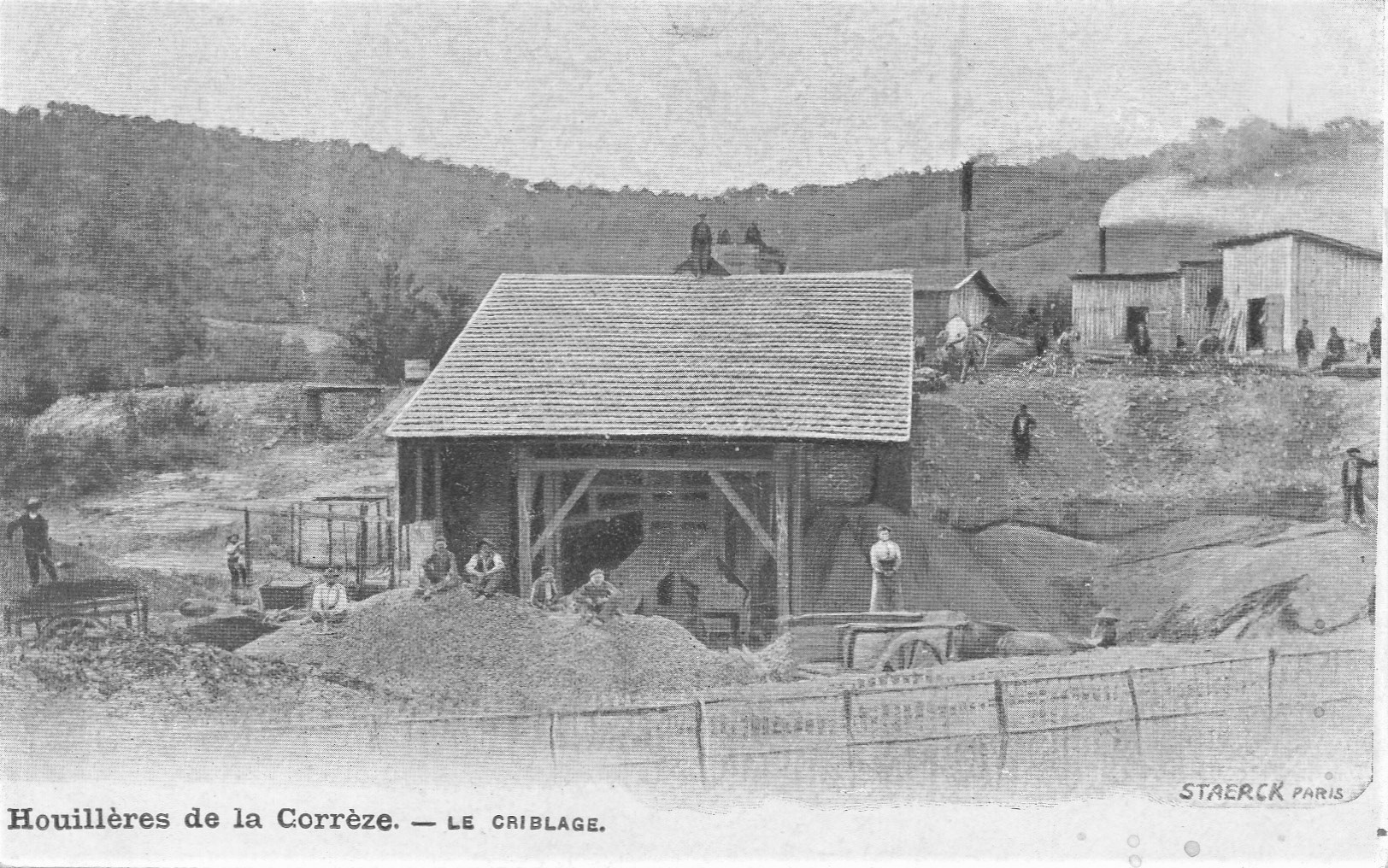
Le criblage au puits Festugière.

## Puits de mine

Carte des puits.

| Fonçage       | Nom                            | Profondeur |
| ------------- | ------------------------------ | ---------- |
| XVIIIe siècle | Puits Vieux                    | 32 m       |
| 1830          | Puits Malivert / puits Mauvais | 6 m        |
| 1837          | Puits Espérance                | 137 m      |
| 1837          | Puits Marcillac                | 265 m      |
| 1837          | Puits Festugière               | 208 m      |
| 1837          | Puits de la Cabane / Bosredon  | 136 m      |
| 1851          | Puits Renard                   | 126 m      |
| 1855          | Puits Neuf                     | 174 m      |
| 1872          | Puits Sainte-Barbe             | 197 m      |
| 1900          | Puits Albert                   | 40 m       |
| 1903          | Puits de la Valade             | >190 m     |

## Production
|                      | 1866  | 1867  | 1868  | 1874  | 1875  | 1883  | 1885  | 1890  | 1897  | 1906  | 1912 |
| -------------------- | ----- | ----- | ----- | ----- | ----- | ----- | ----- | ----- | ----- | ----- | ---- |
| Production en tonnes | 3 400 | 2 500 | 2 150 | 1 448 | 3 000 | 2 937 | 1 530 | 2 200 | 1 049 | 2 611 | 125  |
| Effectifs            | -     | -     | -     | 29    | 45    | -     | -     | 15    | -     | -     | -    |

La production est faible, généralement comprise entre 1 000 et 3 500 tonnes par an,. La quantité totale de charbon extraite à Cublac avoisine les 100 000 tonnes.

## Vestiges et patrimoine

Sentier des mines.

Les vestiges miniers de l'exploitation (emplacements de puits, ruines, outils et corons) sont inventoriés et mis en sécurité par le BRGM dans les années 2009-2011. La commune décide alors de les mettre en valeur, le long de sentiers de découvertes agrémentés de panneaux explicatifs. Cinq grands panneaux consacrés à l'histoire du village et des mines sont installés sous la halle publique inaugurée le 4 juin 2016,.

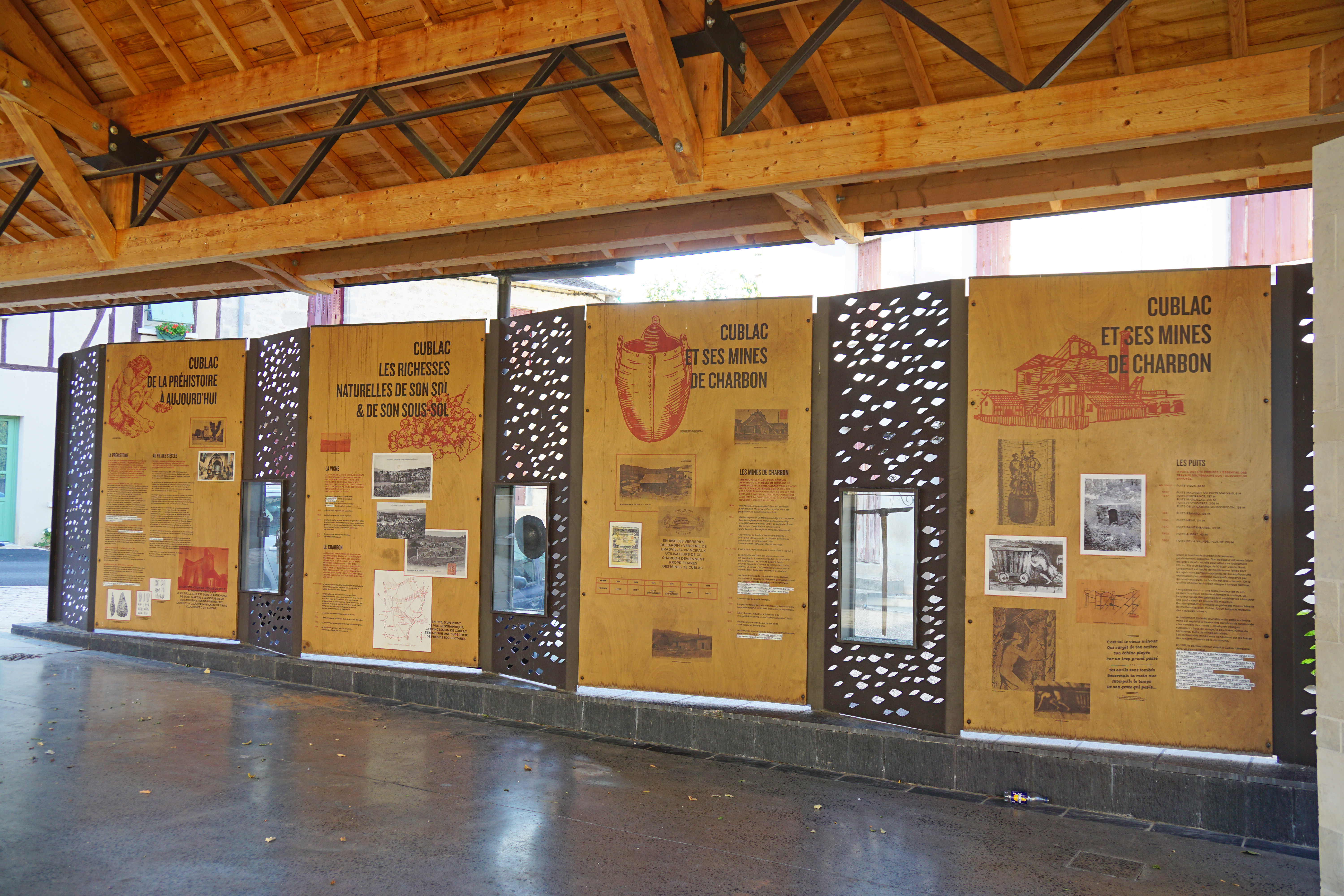
Les panneaux sous la halle publique.
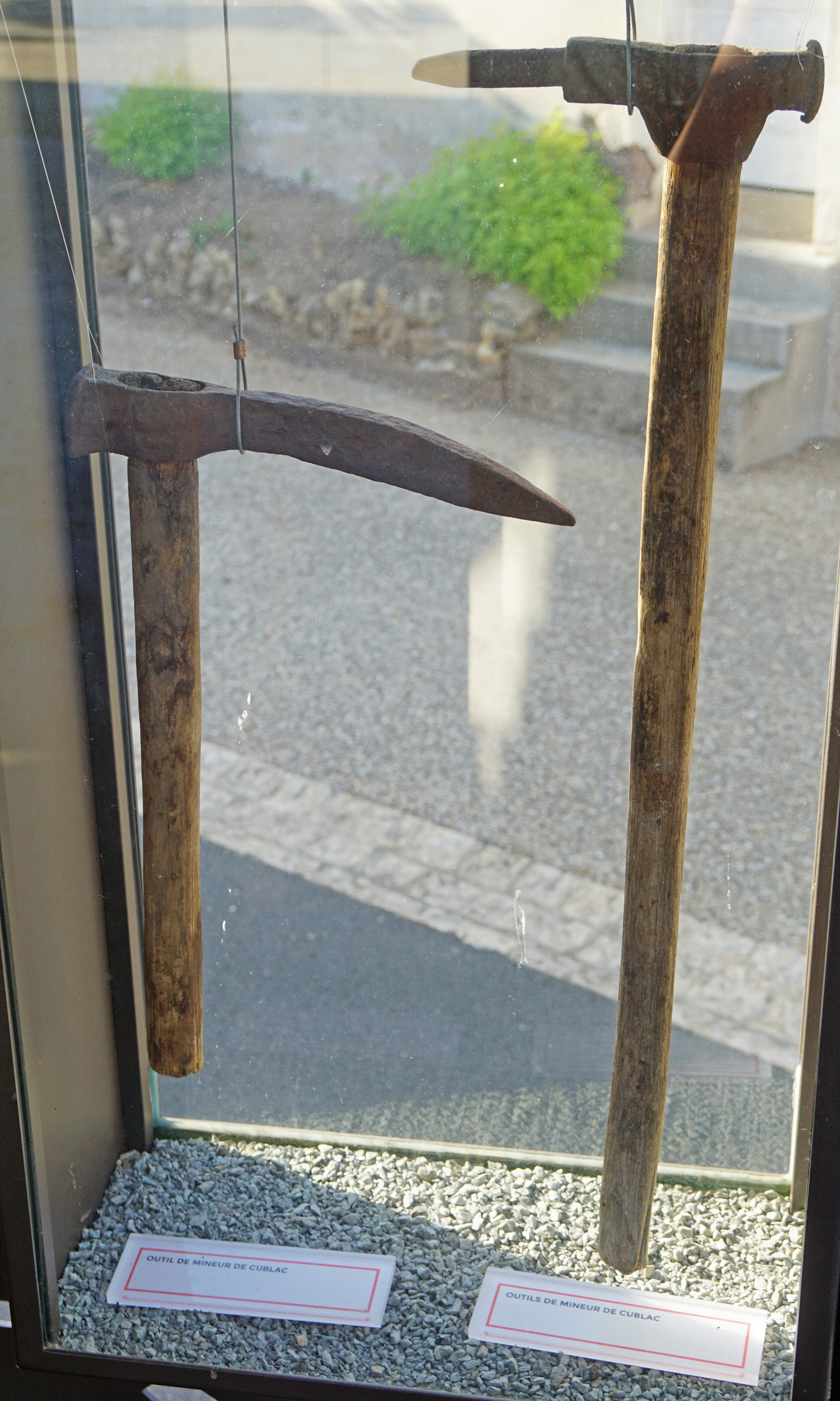
Outils de mineurs.
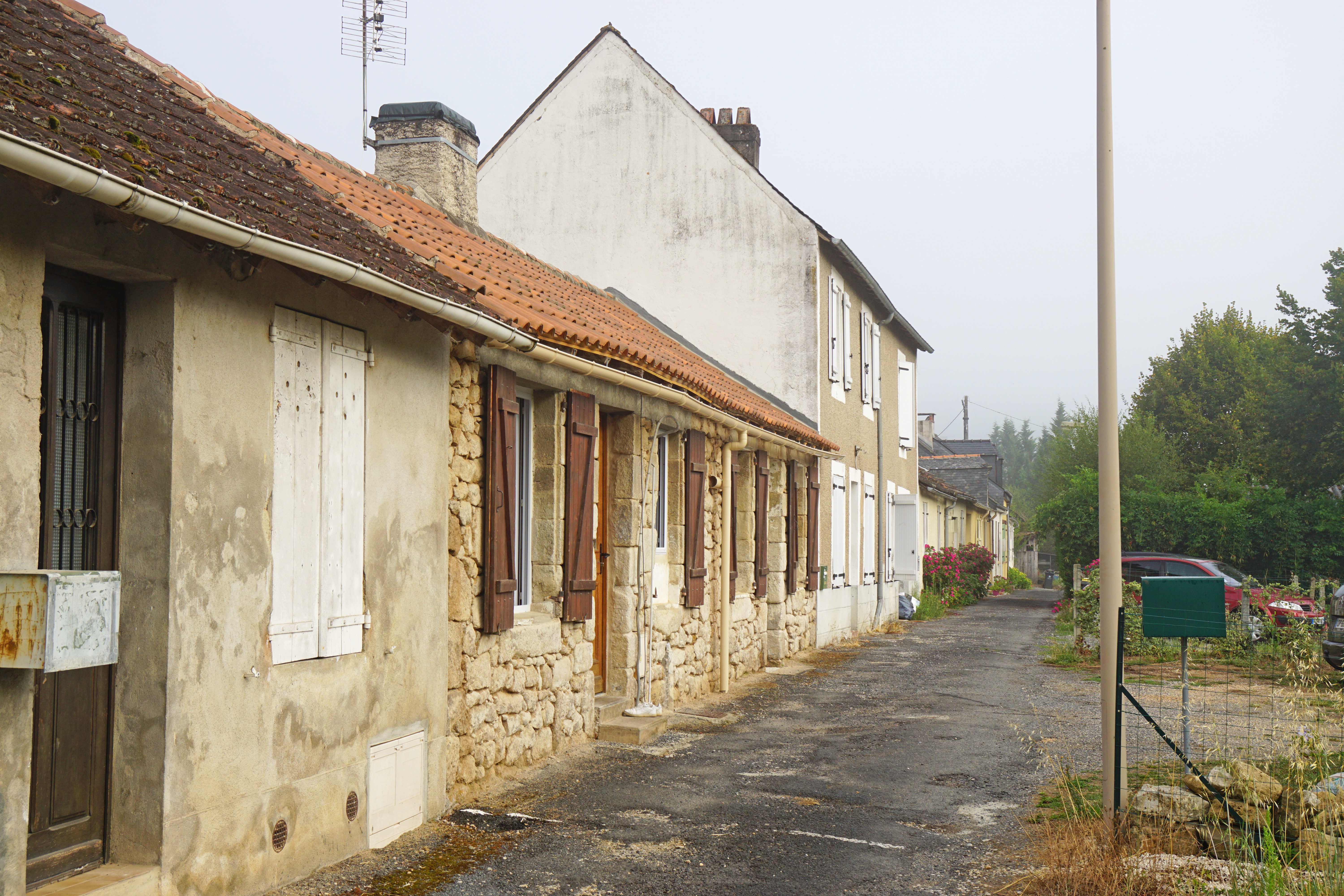
Les corons.
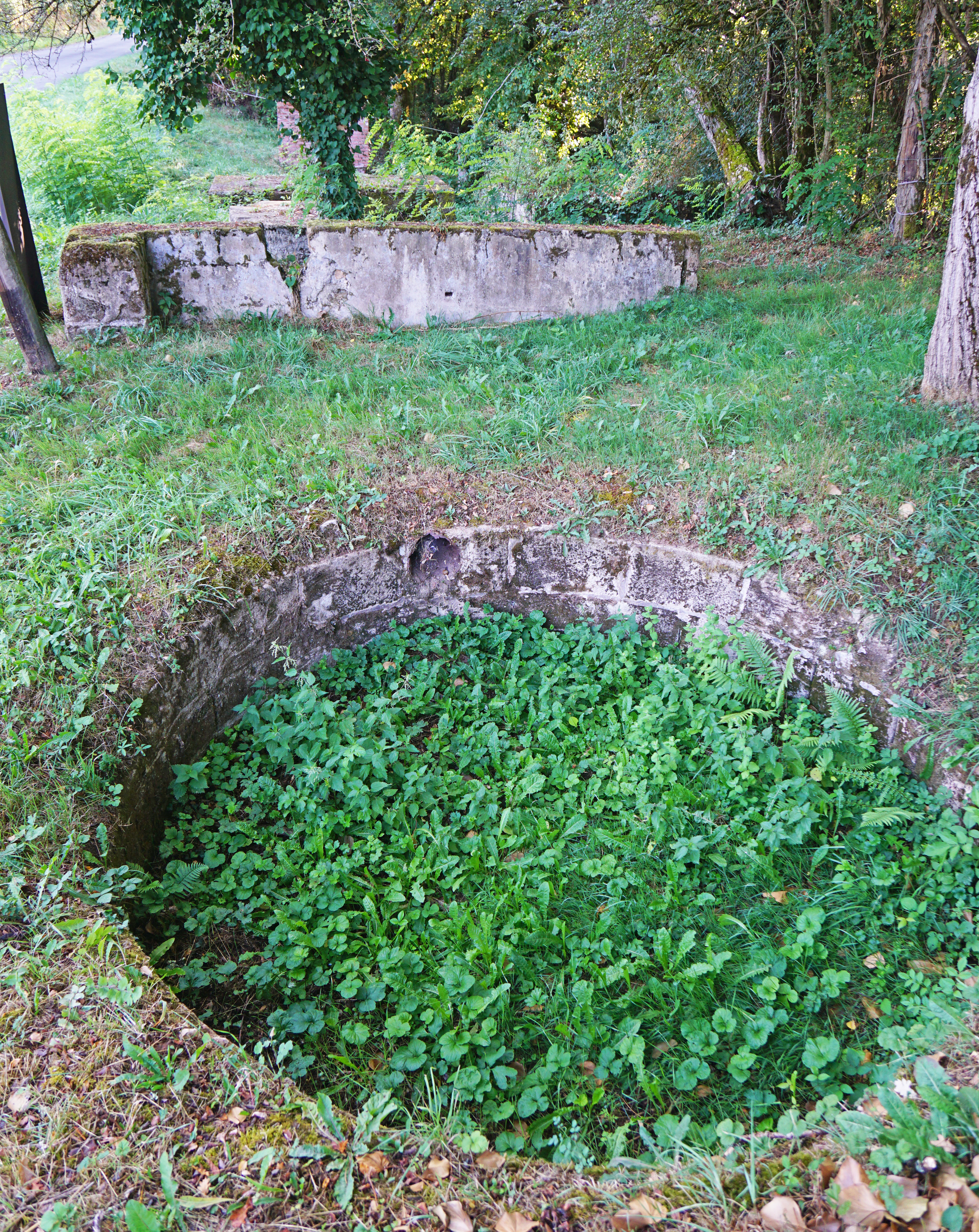
Le puits de la Valade.
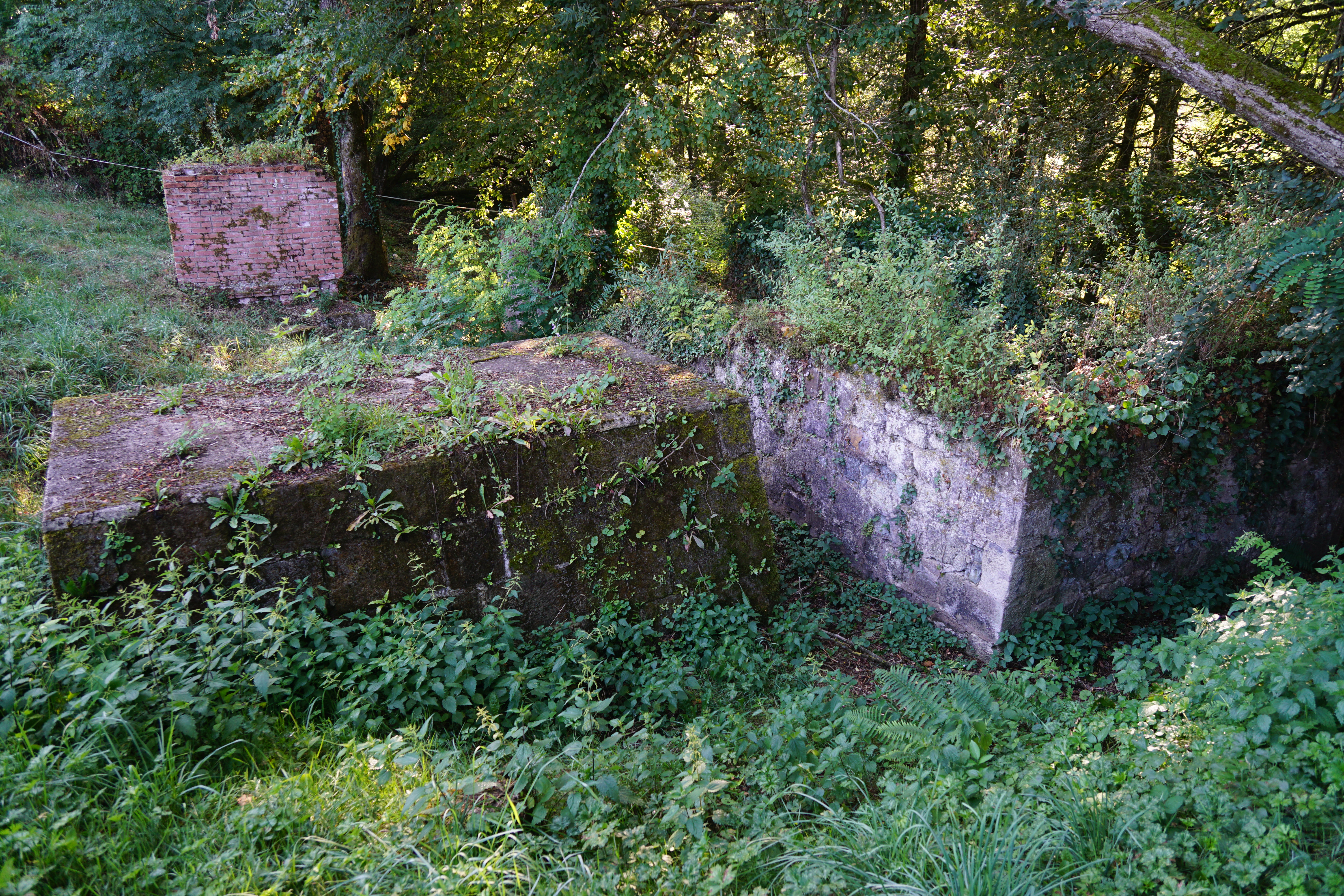
Les ruines du puits de la Valade.

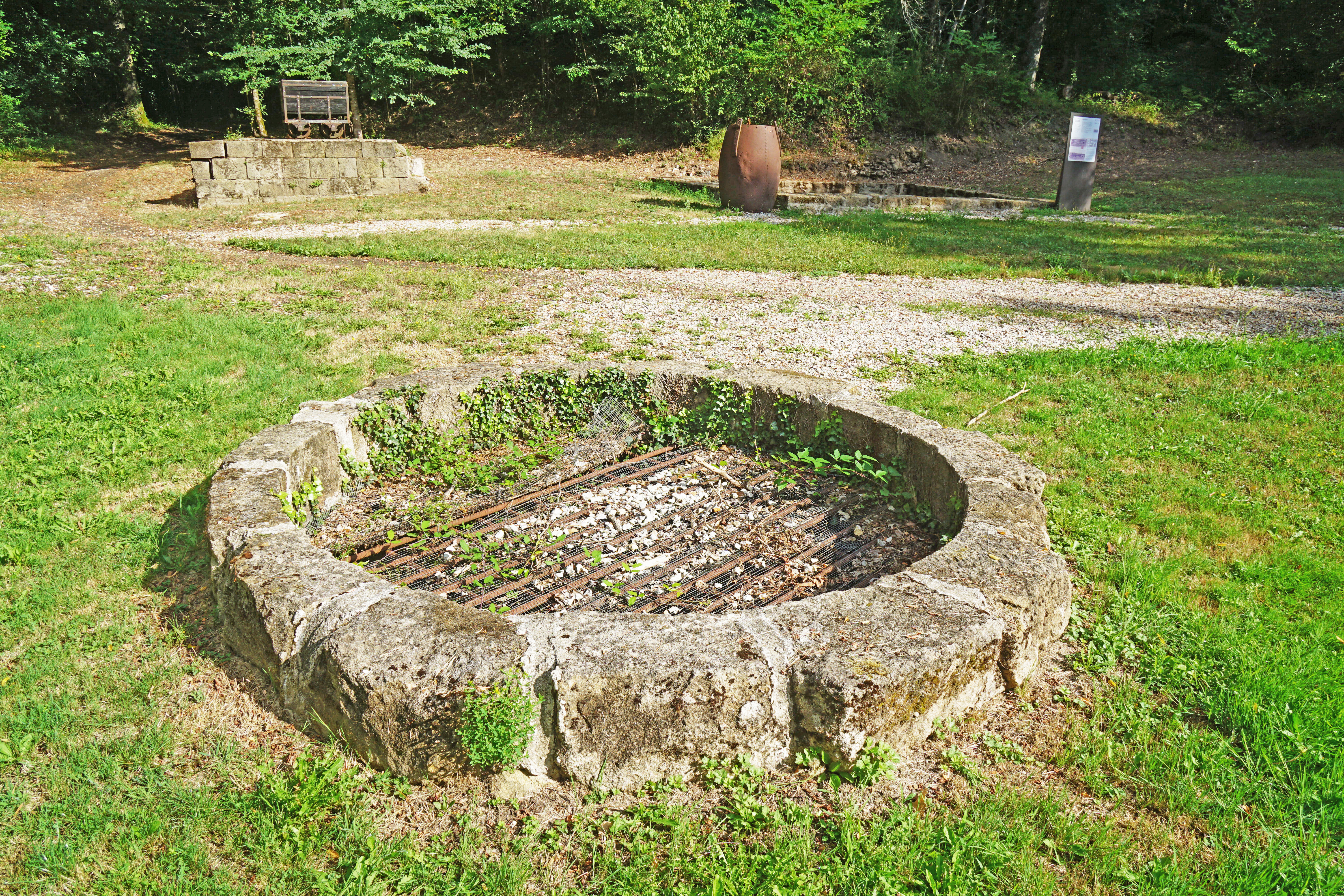
Le puits Festugière.
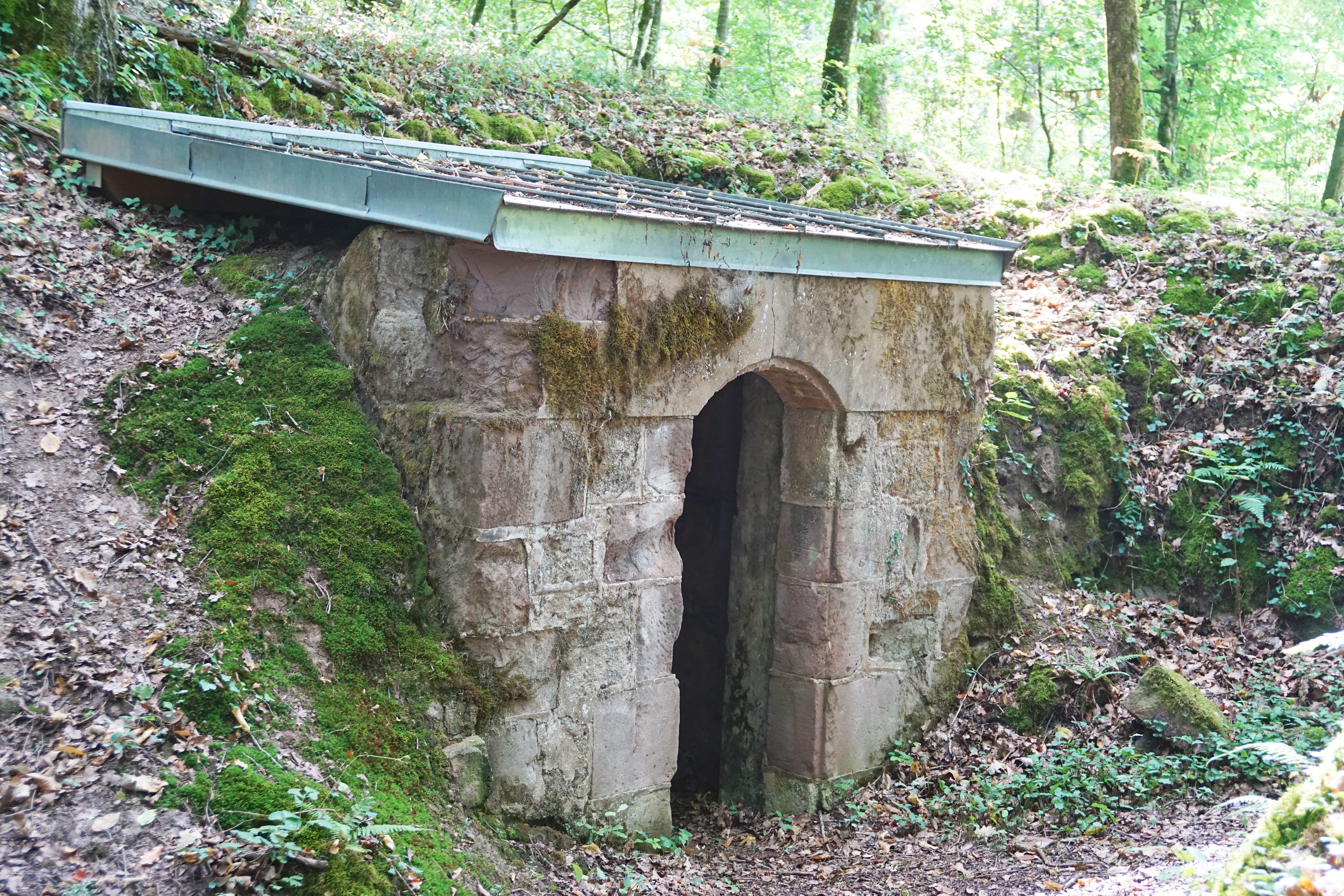
La poudrière du puits Festugière.
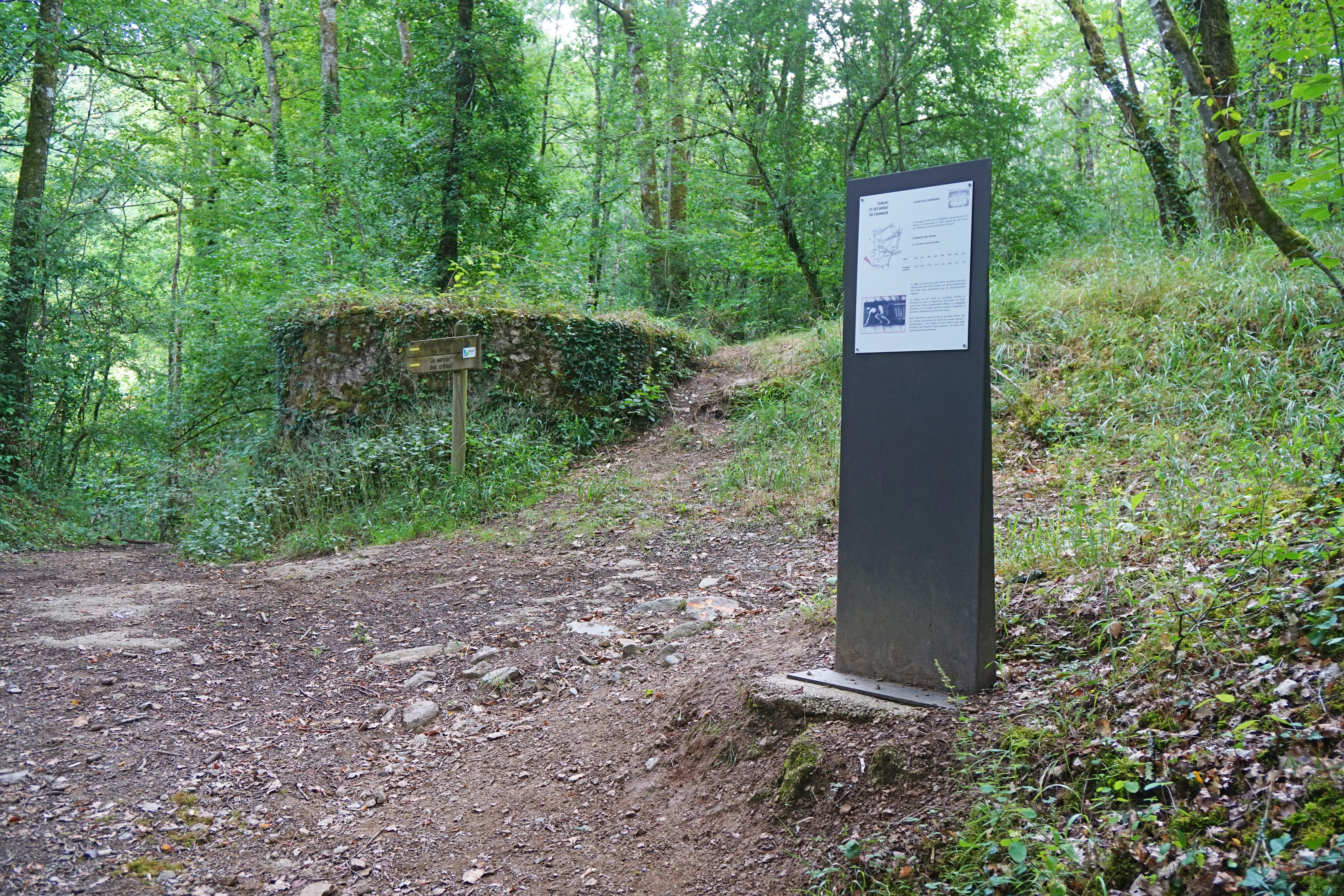
Le puits Espérance.
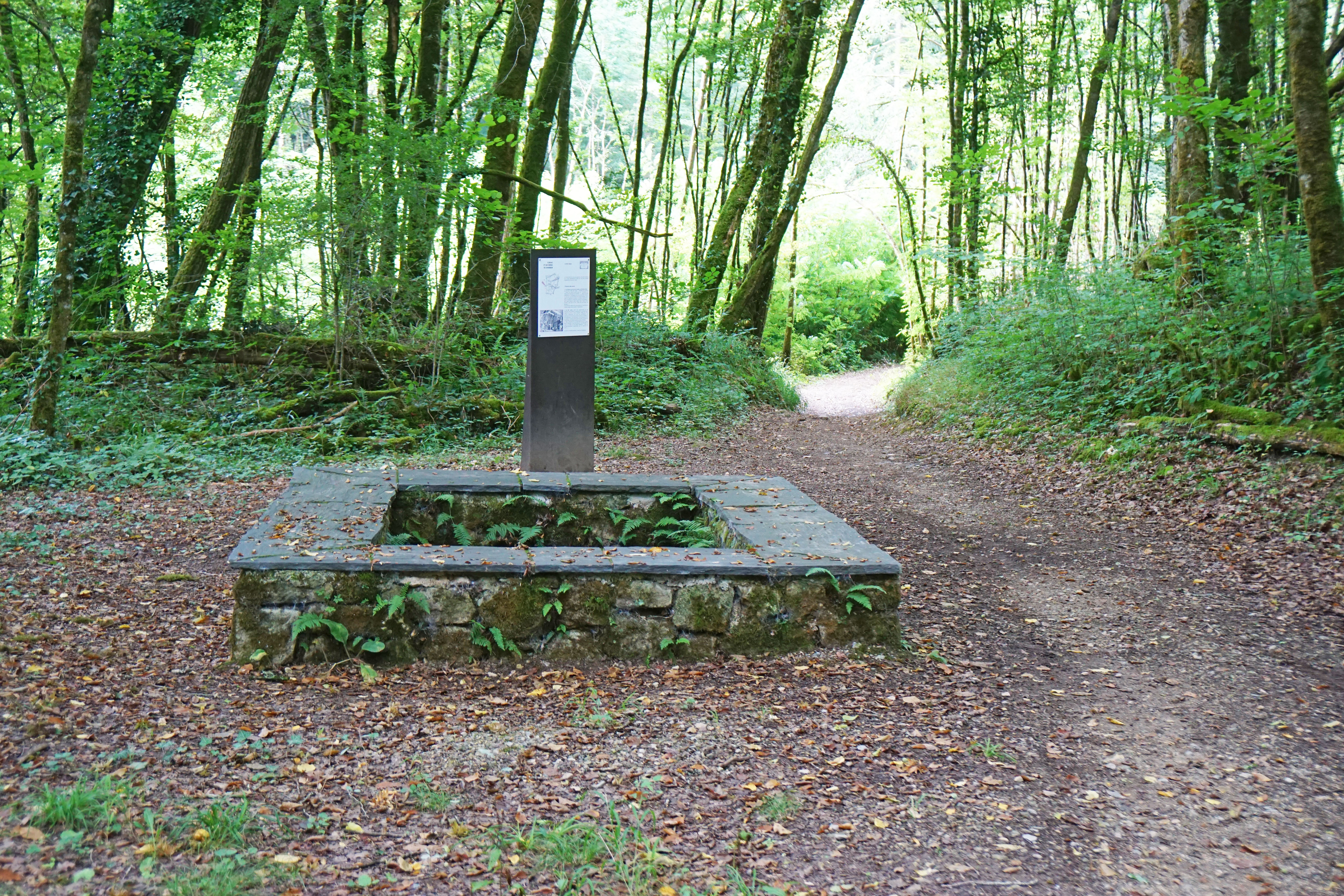
Le puits Vieux.